# Leucania subrosea
Leucania subrosea là một loài bướm đêm trong họ Noctuidae.